# Jean-Claude Brisville
Jean-Claude Brisville, né le 28 mai 1922 à Bois-Colombes et mort le 11 août 2014 au Port-Marly, est un écrivain français, dramaturge, romancier et auteur pour la jeunesse. Scénariste, en particulier du film Beaumarchais, l'insolent, il a obtenu le Grand Prix du théâtre de l’Académie française en 1989 pour l’ensemble de son œuvre.
La reconnaissance lui est venue tardivement, cette même année, par Le Souper, pièce de théâtre mettant en scène Joseph Fouché et Charles-Maurice de Talleyrand-Périgord lors d'une soirée de 1815 où ils décident de concert d'imposer un régime monarchique à la France envahie. C'est l'adaptation cinématographique qu'en réalisa Édouard Molinaro en 1992, Claude Brasseur tenant le rôle de Fouché et Claude Rich celui de Talleyrand, qui le fit découvrir au grand public.

## Biographie
Fils d'un industriel installé à Asnières, Jean Claude Brisville, nourri durant l'adolescence des romans maritimes de José Moselli, commence sa vie professionnelle à la Libération en tant que journaliste littéraire. Poète, dramaturge et essayiste estimé mais confidentiel, il travaille pour Hachette puis devient lecteur aux Éditions Julliard. En 1957, il écrit et publie la première étude sur Albert Camus, lequel en fait, jusqu'en 1959, son dernier secrétaire. Les responsabilités familiales le font renoncer au métier risqué de dramaturge et se consacrer entièrement à celui d'éditeur. En 1964, devenu directeur littéraire, il fait connaître en France Ernst Jünger en publiant, grâce à la détermination de Christian Bourgois, une nouvelle édition du Journal de guerre.
En 1970, il noue une amitié durable avec Julien Gracq qui accepte l'adaptation qu'il a rédigée pour la production télévisée que Jean-Christophe Averty fait du Beau Ténébreux.
En 1976, il devient directeur du Livre de poche. Son licenciement en 1981 à l'âge de cinquante-neuf ans, le fait renouer avec sa plume et régler ses comptes avec le milieu de l'édition en l'espèce d'une pièce satirique, Le Fauteuil à bascule , où un directeur d'édition s'oppose à un patron avide. Le succès remporté par la pièce au Petit Odéon et au TEP, le conduira, après plusieurs échecs avec d'autres créations, à reprendre le procédé du dialogue entre deux personnages incarnant chacun une cause opposée à l'autre, Descartes et Blaise Pascal pour la raison et la foi, la marquise du Deffand et Julie de Lespinasse pour les anciens et les modernes, Talleyrand et Fouché pour le génie politique et l'arrivisme, Napoléon et Hudson Lowe pour le destin tragique et l'honnête petitesse. C'est dans L'Antichambre qu'il exprime toute sa mélancolie pour un français en voie de disparition.
En 1984, il se rapproche de René Char, frère en écriture d'Albert Camus. À partir de 1997, il entame un travail d'anamnèse, « pour ne pas être étranger à soi même », qu'il publie, fidèle à l'existentialisme, sous forme de fragments de la vie passée relatifs moins à sa personne qu'à leurs temps, souvenirs auxquels se mêlent des aphorismes à l'humour pessimiste.
Jean-Claude Brisville était chevalier de la Légion d'honneur et officier des Arts et des Lettres.

## Décorations
- Chevalier de la Légion d'honneur (1993)
- Officier de l'ordre des Arts et des Lettres (2010) au titre d'« auteur dramatique »[6].

## Œuvres

### Théâtre
- Les Emmurés, pièce en 3 actes, mise en scène Émile Dars[7], Théâtre du Vieux-Colombier, décembre 1946
- Saint-Just (1955)
- Le Rôdeur (1972) - Nora - Le Récital, 3 pièces en 1 acte et à 3 personnages (1970)
- Le Fauteuil à bascule (1982)
- Le Bonheur à Romorantin (1983)
- L'Entretien de M. Descartes avec M. Pascal le jeune (1985)
- La Villa bleue (1986)
- Le Souper (1989)
- L'Antichambre (1991)
- Contre-jour (1993)
- La Dernière Salve (1995)
- Sept comédies en quête d'acteurs (2007)

### Essais
- La Présence réelle (essai, 1954)
- Camus, la Bibliothèque idéale, NRF Gallimard, 1959
- De mémoire (souvenirs, 1998)
- Quartiers d'hiver (souvenirs, 2006)
- Rien n'est jamais fini (souvenirs, 2009)

### Romans
- Prologue (roman, Éditions Julliard, 1948)
- D'un amour, (roman, 1954), prix Sainte-Beuve et prix Max-Barthou de l’Académie française en 1955
- La Fuite au Danemark (roman, 1962)
- La Petite Marie (roman, est paru en 1972 chez Gallimard, sous le pseudonyme de Sylvain Saulnier)
- La zone d'ombre (roman, 1976)
- La Révélation d'une voix et d'un nom (roman, 1982)
- Vive Henri IV (roman, 2002)

### Contes
- Les Trèfle de Longue-Oreille. Première aventure : Petit Trèfle en péril (Grasset Jeunesse, 1975)
- Les Trèfle de Longue-Oreille. Deuxième aventure : Lançons le cerf-volant (Grasset Jeunesse, 1975)
- Les Trèfle de Longue-Oreille. Troisième aventure : Et hop dans le chapeau (Grasset Jeunesse, 1975)
- Un hiver dans la vie de Gros-Ours (Grasset Jeunesse, 1973)
- L'Enfant qui voulait voir la mer (Jean-Pierre Delarge éditeur, 1977, Prix des 50 plus beaux livres 1977)
- Oleg, le léopard des neiges (Conte pour enfants, 1978)
- Le Ciel inévitable, illustrations de Jean Garonnaire (Éditions de l’amitié, 1981)
- Oleg retrouve son royaume (Conte pour enfants, 1981)

### Scénarios de films
- 1970 : La nuit se lève de Roland-Bernard (TV)
- 1984 : Le Bonheur à Romorantin d'Alain Dhénaut (TV)
- 1992 : Le Souper d'Édouard Molinaro
- 1996 : Beaumarchais, l'insolent d'Édouard Molinaro d'après une pièce de Sacha Guitry

Comme acteur
- Délit mineur de Francis Girod